# Lewis Morley
Pour les articles homonymes, voir Morley.
Lewis Morley (né le 16 juin 1925 à Hong Kong - mort le 3 septembre 2013 à Sydney en Australie) est un photographe britanno-australien.

## Biographie
Il est né de parents anglais et chinois.
Il est détenu au camp d'internement de Stanley durant l'occupation japonaise entre 1941 et 1945 et part ensuite pour le Royaume-Uni avec sa famille. Il étudie à la Twickenham Art School pendant trois ans et passe une partie de son temps comme artiste peintre à Paris durant les années 1950.
Probablement plus connu pour ses photographies de Christine Keeler et Joe Orton, Morley commence sa carrière en travaillant pour des magazines comme Tatler. Il est aussi un photographe de théâtre à succès.
Morley émigre en Australie en 1971 avec sa femme Patricia et son fils Lewis. Il fait des travaux en studio et d'autres commerciaux jusqu'à sa retraite en 1987. Son autobiographie Black and White Lies est publiée en 1992.
Au milieu des années 1990, Morley s'aventure dans le commerce artistique, en ouvrant le Lewis Morley Photographers Showcase. Reprenant la grande tradition des salons photo, la galerie présente le travail d'une variété de photographes locaux, dont notamment Robert Billington, Brett Leigh Dicks, Russell Kilbey, Brendan Read, Peter Solnace et Greg Rouse.
En 1999, Lewis Morley apparut dans la série Contemporary Australian Photographers. En 2003, a lieu la sortie d'un film sur sa vie, et l'exposition Myself and Eye à la National Portrait Gallery de Canberra.
En 2006, une large exposition, présentant plus de 50 ans de travaux de Lewis Morley est présentée à la Art Gallery de Nouvelle-Galles du Sud. Cette exposition présentait 150 de ses travaux sur la mode, le théâtre, et les reportages, dont beaucoup n'avaient jamais été vus auparavant.